# Осипенко, Пётр Дмитриевич
Пётр Дмитриевич Осипенко (1943—1998) — советский офицер-подводник, старший научный сотрудник специальной воинской части № 45707 Министерства обороны СССР, Герой Советского Союза (21.12.1982).Капитан 1-го ранга (7.05.1981)

## Биография
Родился 2 сентября 1943 года в деревне Балышево Карагайского района ныне Пермского края в семье военного. Белорус. В 1961 году окончил Гомельский дорожно-строительный техникум.
В Военно-морском флоте с 1961 года. С августа 1961 года по июнь 1962 года проходил срочную службу кандидатом в курсанты на Черноморском флоте. В июне 1967 года окончил Севастопольское высшее военно-морское инженерное училище, после чего проходил службу на атомных подводных лодках Краснознамённого Северного флота: с августа 1967 года по январь 1968 года — командир 3-й группы 1-го дивизиона электромеханической боевой части (БЧ-5) подводной лодки К-3, с января 1968 года по август 1972 года — командир 3-й группы 1-го дивизиона БЧ-5 К-38, с августа 1972 года по сентябрь 1974 года — командир 1-го дивизиона БЧ-5 той же К-38. Участник трёх автономных походов. Член КПСС с 1971 года.
Из характеристики: «Проявил себя как дисциплинированный, исполнительный офицер, знающий и любящий военно-морскую службу, с отличной специальной подготовкой. Являлся мастером военного дела. В сложной обстановке при управлении техническими средствами не терялся, был инициативным в решении вопросов борьбы за живучесть технических средств».
В июне 1976 года П. Д. Осипенко окончил Военно-морскую академию имени А. А. Гречко, и был направлен для дальнейшего прохождения службы старшим научным сотрудником 1-го Центрального научно-исследовательского института Министерства обороны СССР, а с сентября 1976 года продолжил службу в войсковой части № 45707 Министерства обороны СССР. 7 мая 1981 года капитану 2-го ранга Осипенко П. Д. присвоено воинское звание «капитан 1-го ранга».
Указом Президиума Верховного Совета СССР от 21 декабря 1982 года «за успешное выполнение специального задания командования и проявленные при этом мужество и отвагу» капитану 1-го ранга Осипенко Петру Дмитриевичу присвоено звание Героя Советского Союза с вручением ордена Ленина и медали «Золотая Звезда» (№ 11488).
С октября 1991 года капитан 1-го ранга Осипенко П. Д. — в запасе. Жил в Ленинграде (с 1991 года — Санкт-Петербург). 
Умер 30 апреля 1998 года. Похоронен на Северном кладбище в Санкт-Петербурге.

## Награды и звания
- Герой Советского Союза (21 декабря 1982);
- орден Ленина (21 декабря 1982);
- орден Красной Звезды (1979);
- медали.